# Frédérique de Mecklembourg-Strelitz
Titre
Reine de Hanovre
20 juin 1837 – 29 juin 1841
(4 ans et 9 jours)
Frédérique Louise Caroline Sophie Charlotte Alexandrine de Mecklembourg-Strelitz (en allemand, Friederike von Mecklenburg-Strelitz), née le 3 mars 1778 à Hanovre, sous la période électorale de la ville (actuelle Allemagne) et décédée le 29 juin 1841 dans la même ville, au royaume de Hanovre, fille de Charles II de Mecklembourg-Strelitz et de Frédérique de Hesse-Darmstadt, est une princesse allemande de la maison de Mecklembourg.
Elle est élevée avec sa sœur Louise de Mecklembourg-Strelitz, future reine de Prusse, à Darmstadt, par sa grand-mère maternelle Marie-Louise de Leiningen-Dagsbourg-Falkenbourg, veuve du prince Georges-Guillaume de Hesse-Darmstadt, surnommée "princesse Georges".
Elle se marie en premières noces avec Louis-Charles de Prusse, frère cadet du futur roi de Prusse Frédéric-Guillaume III quelques semaines après le mariage de sa sœur aînée Louise avec le futur roi de Prusse.
Par ses trois mariages, Frédérique est successivement princesse de Prusse, princesse à Solms-Braunfels, et enfin duchesse de Cumberland et Teviotdale et reine de Hanovre.

## Jeunesse

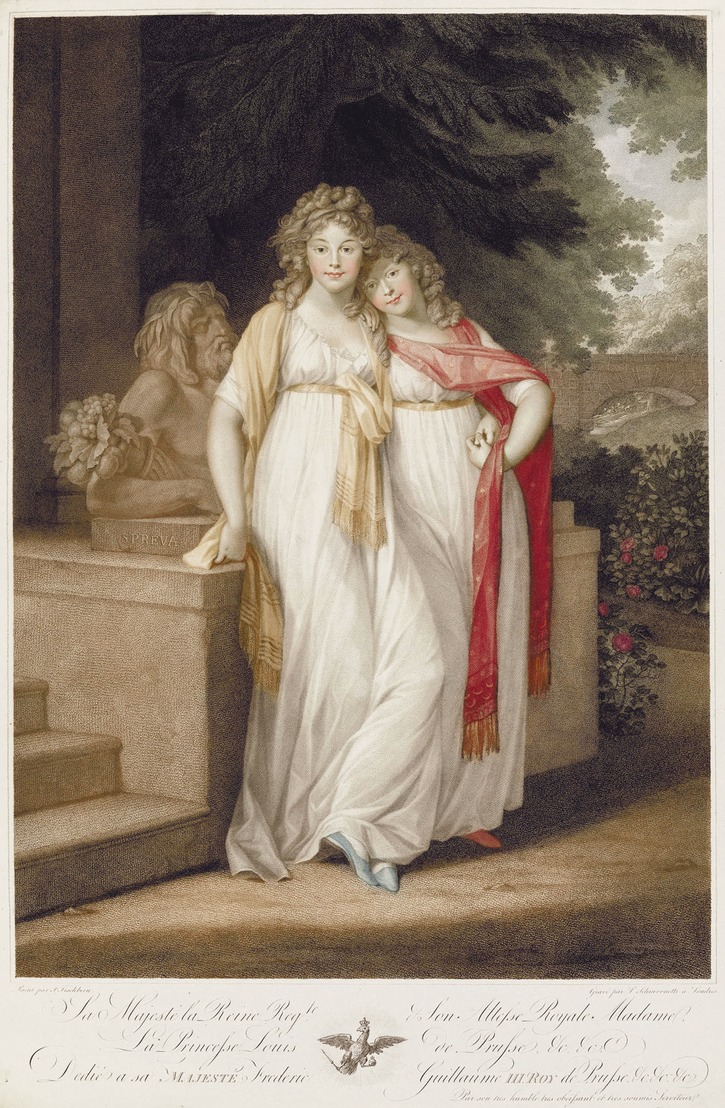
Louise et Frédérique, tableau de Tischbein.

Frédérique passa ses premières années dans l'ancien Palais de Hanovre, où son père servait comme commandant, et plus tard gouverneur de la ville pour son beau-frère le roi George III de Grande-Bretagne, qui était également électeur de Hanovre. Le 22 mai 1782, Frédérique, âgée de 4 ans, perd sa mère qui meurt après avoir donné naissance à une fille, Albertine Auguste, qui ne vit qu'une journée. Après la mort de sa mère, Frédérique et sa famille déménagent dans le vieux palais de Herrenhausen. Pour la garde de ses enfants et leur éducation, le père décide de se remarier avec la sœur de la défunte et tante préférée de ses enfants, la princesse Charlotte de Hesse-Darmstadt. Frédérique et ses frères et sœurs se rendent tous à Darmstadt pour assister à la cérémonie qui a lieu le 28 septembre 1784. En septembre 1785 la sœur ainée de Frédérique, Charlotte de Mecklembourg-Strelitz, quitte la maison de famille pour se marier avec le duc régnant de Saxe-Hilburghausen. Le mariage de son père et de sa tante devenue sa belle-mère prend fin dès décembre 1785 avec la mort de Charlotte après la naissance de son enfant unique Charles. Étant veuf pour la seconde fois, le duc Charles II de Mecklembourg-Strelitz prend la décision en 1786 de se retirer de son poste à Hanovre et déplacer sa jeune famille composée de cinq enfants survivants à Darmstadt où réside leur grand-mère, Marie-Louise de Leiningen-Dagsbourg-Falkenbourg, surnommée "princesse Georges". Pour l'aider dans l'éducation des enfants, la grand-mère recrute une gouvernante suisse, Salomé de Gélieu, qui leur apprend à parler français. La grand-mère organise l'éducation des enfants pour que, en plus de leur langue maternelle allemande, ils puissent parler français, qui était la langue de la diplomatie. Sur l'ensemble de ses frères et sœurs, Frédérique était particulièrement proche de sa sœur Louise, qui n'avait qu'un écart de deux ans avec elle. Après le mariage de sa sœur Thérèse avec le prince héréditaire de Thurn et Taxis en mai 1789, il ne reste plus que quatre enfants dans la maison de Darmstadt, Louise, Frédérique, George et Carl, leur demi-frère. Après la révolution française et la déclaration de guerre entre la France et le Saint-Empire romain germanique, par suite de l'avance de l'armée française, Frédérique, Louise et Thérèse se réfugient chez leur sœur aînée Charlotte, duchesse de Saxe-Hidburghausen, où toutes les quatre sœurs sont réunies.

## Mariage
Les quatre filles du duc Charles, Charlotte, Thérèse, Louise et Frédérique, avaient longtemps été considérées comme les plus belles beautés de leur époque, et à ce titre, elles avaient été très courtisées par de nombreux admirateurs.

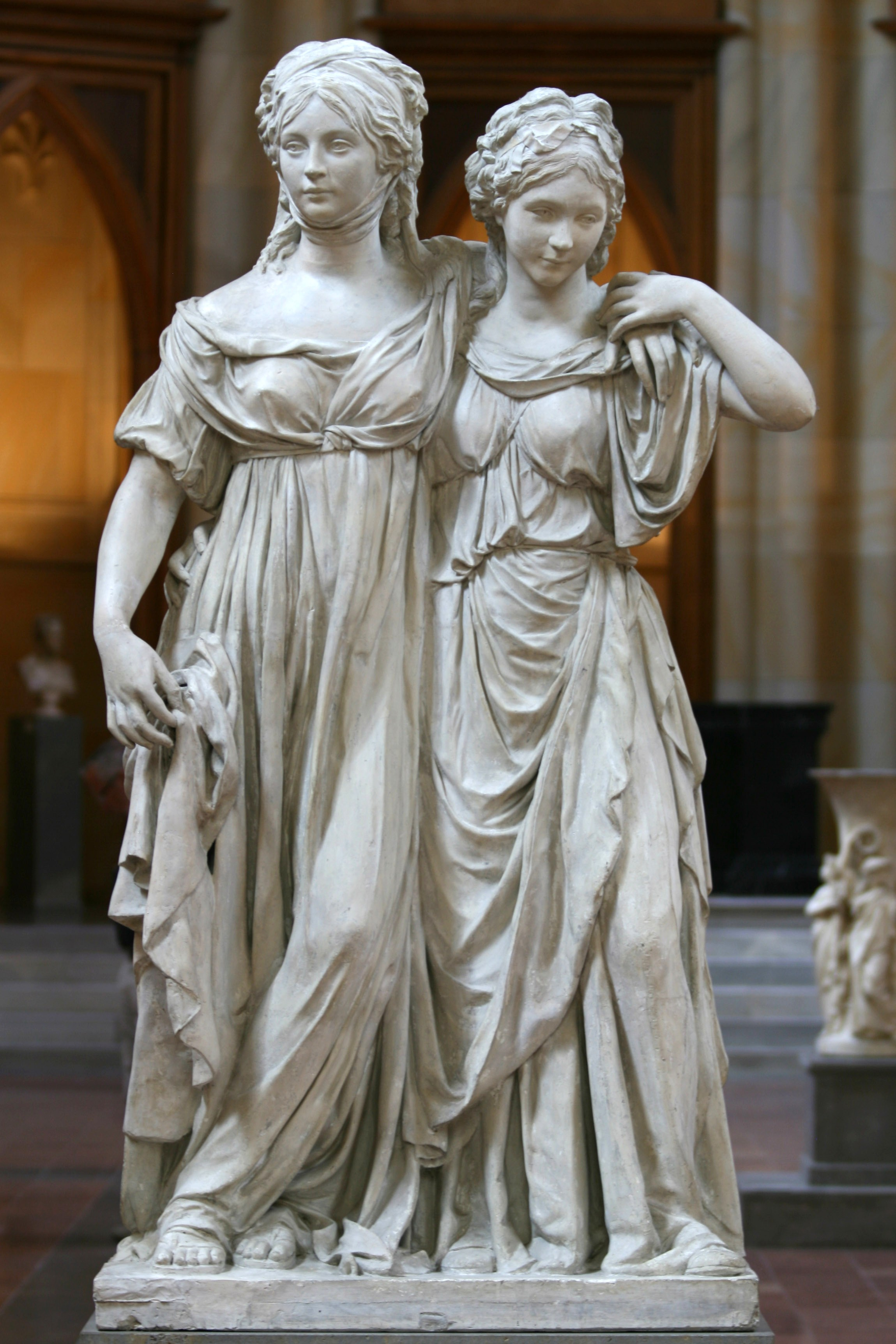
Louise et sa sœur Frédérique, statue de Johann Gottfried Schadow à l'église de Friedrichswerder (Berlin-Mitte).

Après le mariage de Charlotte et Thérèse, les deux plus jeunes Louise et Frédérique continuèrent à faire tourner les têtes partout où elles allaient, mais elles avaient été élevées avec beaucoup de bons exemples, et elles continuèrent à mener une vie exemplaire. Par exemple, elles fabriquaient elles-mêmes leurs propres vêtements, faisaient elles-mêmes la cuisine et la cuisson des aliments, allaient personnellement s'occuper des malades et des nécessiteux, Louise notamment marquant une tendance profonde à la philanthropie. En mars 1793, leur grand-mère emmena ses deux petites filles pour une visite à Francfort où, lors d'une rencontre probablement préparée, elles furent présentées au roi Frédéric Guillaume de Prusse et à ses deux fils, le prince héritier Frédéric-Guillaume et son frère le prince Louis-Charles. Les familles étaient liées par la reine de Prusse, née princesse de Hesse-Darmstadt, rendant ainsi les princes prussiens cousins au second degré de leur mère Frédérique. Le lendemain, lors d'un bal célébré pour l'anniversaire des princes, la jeune Louise, âgée de 17 ans et la jeune Frédérique, âgée de 15 ans, sont invitées par le prince héritier de Prusse, Frédéric-Guillaume, âgé de 22 ans et par son plus jeune frère, Louis-Charles, âgé de 19 ans. Le roi de Prusse fait de son mieux pour que les jeunes gens passent ensemble le plus de temps possible et les jeunes filles ayant accepté d'épouser le prince héritier et le prince Louis-Charles respectivement, les fiançailles officielles ont lieu au château de Darmstadt un mois plus tard, le 24 avril 1793. Louise et Frédérique, accompagnées de leur père et de leur grand-mère quittent Darmstadt pour Potsdam le 15 décembre 1793 en vue de leur mariage et le voyage dure une semaine. Elles parviennent à Potsdam le 21 décembre où les attendent leurs fiancés. Deux jours plus tard, ils font leur entrée à Berlin où le mariage doit avoir lieu. Louise est la première à épouser le prince Frédérique-Guillaume la veille de Noël au Palais Royal. Deux jours plus tard, Frédérique, portant une robe brodée d'argent, devient l'épouse de Louis-Charles au Palais Royal le 26.

## Princesse Louis de Prusse

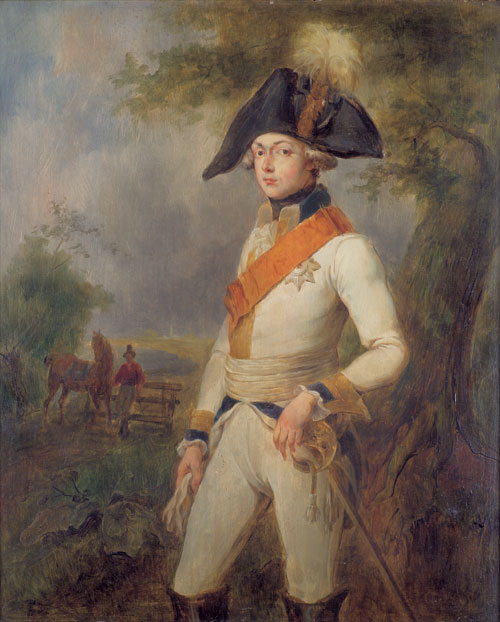
Louis-Charles de Prusse

Frédérique, appelée après son mariage "Son Altesse Royale la princesse Louis de Prusse", habite avec son mari un palais à Berlin rue Oberwall, et donne naissance successivement à trois enfants: le prince Friedrich (1797 - 1863), le prince Karl (1795 - 1798), et la princesse Frédérique (1796 - 1850). En face du palais de Frédérique est le palais du prince héritier où vivent sa sœur Louise et son mari. Les sœurs restent proches et en 1795, le sculpteur Johann Gottfried Schadow commence à travailler sur la célèbre statue des deux sœurs, les représentant à taille identique au réel, et connu sous la dénomination de "prinzessinengruppe".
Le mariage de Frédérique n'est pas aussi réussi que celui de ses sœurs, le prince Louis-Charles de Prusse ayant été décrit par leur cousin le prince Louis-Ferdinand de Prusse comme "peut-être trop jeune lui-même pour être un bon guide pour elle". Le mariage de Frédérique sera écourté par la mort prématurée du prince Louis-Charles, le 28 décembre 1796, quelques jours après le troisième anniversaire de leur mariage, laissant Frédérique veuve à l'âge de 18 ans, avec trois enfants mineurs.

## Princesse Frédéric Guillaume de Solms-Braunfels

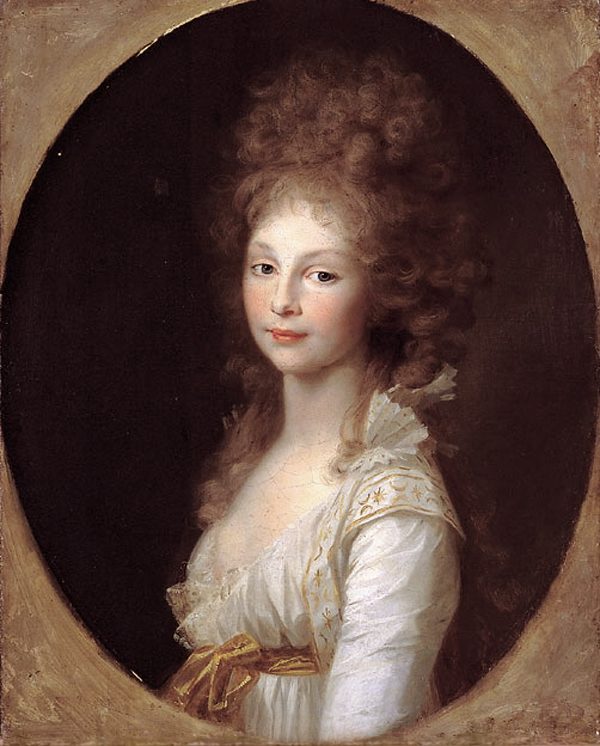
La princesse Frédérique de Mecklembourg-Strelitz, vers 1797-1798.

Veuve à 18 ans, Frédérique s'installe avec ses trois enfants dans le château de Schönhausen, dans la banlieue de Berlin, où elle mène une vie tranquille, jouant avec ses enfants, passant du temps avec sa sœur Louise et remodelant les jardins du château. Elle ne tarde pas à recevoir les hommages de nombreux soupirants, parmi lesquels notamment le prince Klemens von Metternich. Sur les conseils de sa tante, la reine Charlotte, épouse du roi d'Angleterre George III, elle accepte une proposition de mariage avec le fils de celle-ci, son cousin Adolphe (plus tard duc de Cambridge). Mais le roi George III fait de son fils un colonel et refuse de financer l'établissement de son fils avec une femme ayant déjà trois enfants tant qu'il n'a pas effectué son temps de service militaire et reçu des subsides du Parlement britannique pour cet établissement. Déçue et dégoûtée, Frédérique entame une liaison clandestine avec un beau mais peu fortuné noble allemand, le prince Frédéric Guillaume de Solms-Braunfels. Quand Frédérique découvrit qu'elle était enceinte, la liaison clandestine ne put pas être cachée plus longtemps et le prince Frédéric lui offrit sa main en mariage. Cette situation était une chute sociale très importante pour une jeune fille qui était universellement louée pour sa beauté et sœur de la reine Louise de Prusse. (Le mari de Louise avait hérité du trône un an auparavant devenant le roi Frédéric-Guillaume III de Prusse). Mais elle ne pouvait qu'accepter la proposition, frustrer le pauvre Adolphe et provoquer la fureur de sa tante la reine Charlotte. Le couple se marie à Berlin le 10 décembre 1798 et part immédiatement en exil à Ansbach, laissant les trois enfants du premier mariage à Berlin, pour être élevés avec leurs cousins, les enfants de sa sœur Louise. Un enfant du couple naît deux mois après le mariage, et est dénommée princesse Caroline. L'infortuné fiancé prince Adolphe, qui continuait à Hanovre à s'occuper de l'aménagement du futur logement de son futur couple, est le dernier à apprendre la trahison de Frédérique et il en est naturellement complètement bouleversé . La petite princesse Caroline, cause d'un mariage rapide, meurt à l'âge de huit mois et Frédérique ne tarde pas à se rendre compte que son nouveau mari, très charmeur et très séduisant quand il n'était que son amoureux, est en réalité un abominable ivrogne qui est bientôt renvoyé de l'armée et se trouve rapidement sans ressources. Il perd progressivement la totalité de sa fortune à cause de son alcoolisme dans les années suivant 1805. Frédérique a sept enfants de son second mari, avec quatre enfants seulement survivant à leur adolescence: prince Frédérick, né en décembre 1801, princesse Augusta, née en juillet 1804 prince Alexander, né en mars 1807 et un autre prince Frederick (connu comme Carl) né en juillet 1812. Ce n'était pas un mariage heureux et le couple se trouva confronté à de graves difficultés financières, la situation empirant à mesure que l'ivrognerie du prince augmentait et que ses finances diminuaient. Après avoir perdu son revenu d'officier, il perd la pension allouée par son beau-frère le roi de Prusse. Bien que le divorce soit autorisé en Prusse, Frédérique ne cède pas aux injonctions des membres de sa famille qui lui conseillent cette solution, soit parce qu'elle craint de perdre la garde de ses enfants (à cette époque, une femme divorcée perdait la garde de ses enfants) soit parce qu'ayant déjà vécu deux mariages ratés, elle craint de devoir en subir un troisième aussi malheureux que les deux premiers. Financièrement aussi, l'avenir engendrait des inquiétudes, la guerre de l'Empire français ravageant les duchés, les royautés européennes, toutes les principautés, et Frédérique, jeune mère de sept jeunes enfants, a la responsabilité de ne pas causer d'importants changements à leur mode de vie, même si ce mode de vie reste très précaire.
Tout change en 1813 quand un autre cousin Anglais, le prince Ernest-Auguste, Duc de Cumberland, vient en Allemagne pour rendre visite à sa parentèle et tombe immédiatement amoureux de sa très belle et très attirante cousine Frédérique, comme l'avait été, quelques années plus tôt, son jeune frère Adolphe. Elle était alors âgée de trente ans et pensait que l'époque des conquêtes amoureuses était pour elle du passé, mais, bien que le prince Ernest ait un comportement très empressé et un aspect assez effrayant, notamment à cause d'une énorme cicatrice sur le visage  due à une ancienne blessure de guerre , elle ne résiste pas à cet amour et devient amoureuse elle aussi. De nouveau, sa famille la presse à demander un divorce et à démarrer une nouvelle vie, mais Frédérique hésite longtemps avant de capituler à la fin de l'année 1813 et demande à son beau-frère, le roi de Prusse sa permission de divorcer et de se remarier avec le prince Ernest. Elle écrit à une confidente "J'espère être heureuse à l'automne de ma vie autant que j'ai été malheureuse en son printemps et son été."

## Duchesse de Cumberland
Quelques mois avant que le divorce ne soit prononcé, le prince Friedrich Wilhelm meurt le 13 avril 1814. Bien que le prince ait donné son accord pour le divorce, cela n'empêcha pas des rumeurs selon lesquelles le décès arrivait à un moment très opportun pour les deux amoureux 

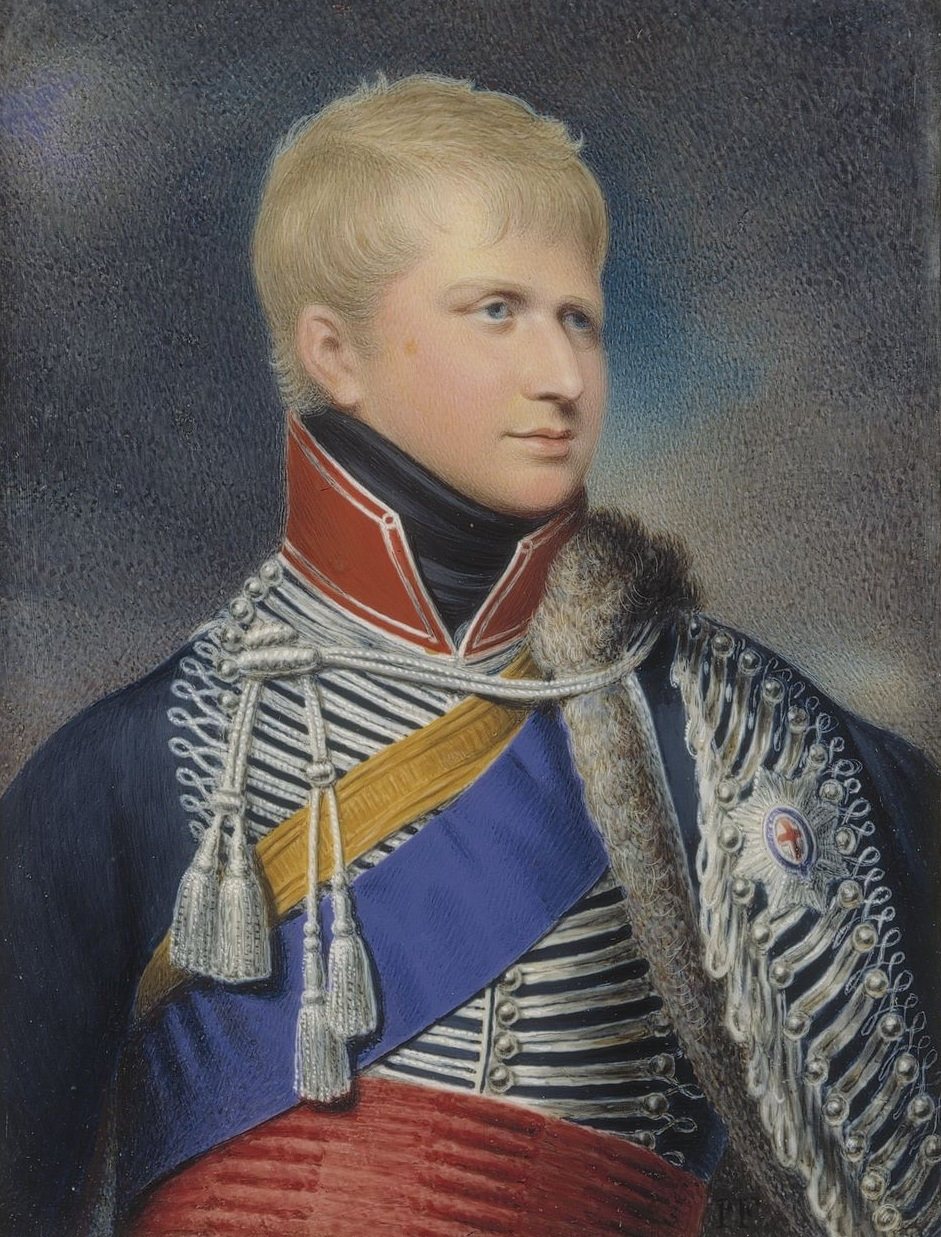
Ernest-Auguste sur une miniature de 1823, d'après un portrait réalisé par William Beechey en 1802.

Le mariage de Frédérique et du duc de Cumberland a lieu au château de Neustrelitz le 29 mai 1815, date à partir de laquelle elle devient Son Altesse Royale la duchesse de Cumberland. Elle devient aussi princesse royale de Grande-Bretagne et d'Irlande, princesse de Hanovre et duchesse de Brunswick et Lunebourg. Après le mariage le duc revint en Angleterre pour obtenir du Parlement britannique une augmentation de son allocation en raison de son mariage. Le duc étant déjà impopulaire dans son pays d'origine, notamment à cause de l'affaire de l'improbable suicide de son valet, il voit sa demande rejetée d'une voix au Parlement, par 126 contre 125. Il retourne en Allemagne pour y chercher sa femme et la ramène en Grande-Bretagne, dans le but d'avoir une cérémonie de mariage selon les rites de l'Église d'Angleterre pour le cas d'une succession du duc au trône britannique. Cette cérémonie a lieu dans la résidence londonienne du Prince de Galles, le Carlton House, le 29 août 1815. Pour le mariage, Frédérique portait une robe en satin blanc brodé d'or, tandis que pour sa coiffure, elle portait un diadème et une couronne ducale. Étaient présents au mariage son frère, Grand Duc et héritier Georg, le frère de son mari, le prince régent futur George IV, le duc de York, Clarence, (plus tard William IV) et le duc de Kent. Une grande absente était cependant la mère du duc, la reine Charlotte qui était opposée au mariage et refusait de recevoir sa nièce et belle-fille. La reine Charlotte ne put jamais oublier que Frédérique avait publiquement rompu ses fiançailles avec son fils Adolphe en 1797.
En plus de sa résidence à Saint James Palace, le couple possède une maison à Kew où elle et son mari reçoivent régulièrement divers invités de marque. En avril 1818, le duc fait une nouvelle demande d'augmentation de sa pension, mais encore une fois, le Parlement rejette la demande, cette fois par sept voix de différence 143 contre 136.
En juillet 1818, le duc et Frédérique quittent la Grande-Bretagne pour l'Allemagne où ils résident principalement à Berlin où Frédérique donne naissance le 27 mai 1819 à un fils, le prince George (1819 - 1878). En juin 1825, le Parlement anglais approuve l'augmentation de l'allocation du duc de Cumberland, mais uniquement pour payer l'éducation du fils du couple, le prince Georges. Après 1825, bien que son mari soit revenu en Grande-Bretagne, Frédérique et son fils restèrent en Allemagne, ce qui lui donna la chance de voir sa fille Augusta de Solms-Braunfels épouser le 25 juillet 1827 le prince Albert de Schwarzburg-Rudolstadt, héritier présomptif de cette principauté et plus tard prince régnant.

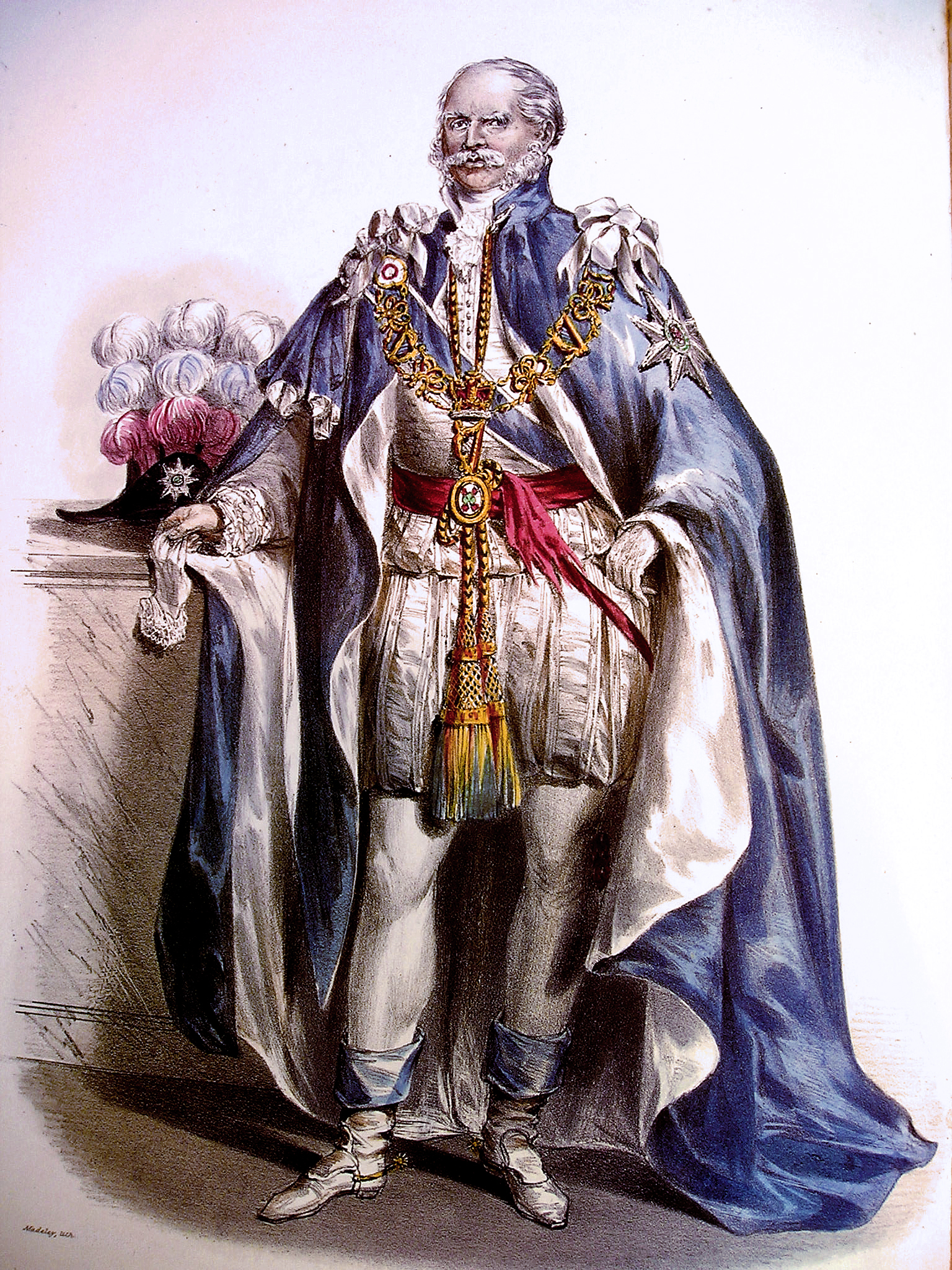
Ernest-Auguste, roi de Hanovre, portant le costume de Chevalier Commandeur de l'Ordre de Saint-Patrick.

 Elle revint en Grande-Bretagne en août 1829 après dix ans passé en Allemagne et elle y fut accueillie comme membre à part entière de la famille royale, sa belle-mère et tante Charlotte étant décédée et l'ancien prince régent ayant accédé au trône en tant que George IV en 1820. Elle retrouva sa maison de Saint James Palace et celle de Kew et put reprendre une vie sociale active. Un an après son retour en Grande-Bretagne, la mort de George IV plaça son mari comme héritier du nouveau roi Guillaume IV de Hanovre et en deuxième rang dans la ligne de succession au trône britannique derrière la princesse Victoria de Kent. Dans l'année de son couronnement, le roi Guillaume IV affecte au duc de Cumberland une habitation située sur le côté nord de Kew Green, dénommée plus tard Hanover House. L'année suivante, son fils George perd la vue après un accident dans leur domicile de Kew. Frédérique et son mari quittent la Grande-Bretagne pour l'Allemagne pour visiter le spécialiste de la vue le baron Graefe. Alors que son mari rentre en Angleterre, Frédérique reste en Allemagne avec son fils pour poursuivre le traitement de ses yeux, mais malheureusement, il restera aveugle pour le reste de sa vie. Le 20 juin 1837, le roi Guillaume IV meurt et il est remplacé sur le trône britannique par sa nièce Victoria et sur le trône de Hanovre par son frère le duc de Cumberland.

## Reine de Hanovre
Quand Frédérique devient reine de Hanovre, elle est le troisième membre de la famille de Mecklembourg-Strelitz à devenir reine, après sa tante, la reine Charlotte et sa sœur, la reine Louise. Elle revient une fois de plus dans les maisons de son enfance. En 1840, le roi et la reine fêtent leurs noces d'argent. En avril l'année suivante, Frédérique tombe malade, et après être restée confinée dans son lit pendant trois mois dans sa maison d'enfance, elle décède le 29 juin 1841. Elle a 63 ans au jour de sa mort, et laisse, avec son mari survivant, sept de ses enfants et de nombreux petits-enfants. Ses funérailles ont lieu à Hanovre où elle est inhumée dans la chapelle royale. Le roi charge l'architecte de la cour Georg Ludwig Friedrich Laves de la construction d'un mausolée pour son épouse et lui-même, dans le jardin du château de Herrenhausen, dénommé plus tard Welfenmausoleum. Après la mort de Ernest-Auguste le 18 novembre 1851, le sarcophage de Frédérique est placé à côté de celui de son époux dans le mausolée.

## Titulature
- 3 mars 1778 — 26 décembre 1793 : Son Altesse sérénissime la duchesse Frédérique à Mecklembourg, princesse de Mecklembourg-Strelitz
- 26 décembre 1793 — 10 décembre 1798 : Son Altesse royale la princesse Louis de Prusse
- 10 décembre 1798 — 29 août 1815 : Son Altesse sérénissime la princesse Frédéric-Guillaume à Solms-Braunfels
- 29 août 1815 — 20 juin 1837 : Son Altesse royale la duchesse de Cumberland et Teviotdale
- 20 juin 1837 — 29 juin 1841 : Sa Majesté la reine de Hanovre, duchesse de Cumberland et Teviotdale